# Lleonard II Tocco
Lleonard II Tocco fou fill de Lleonard I Tocco i de Magdalena Buendelmonti i germà de Carles I Tocco.
El 1414 el seu germà Carles, que no tenia fills llegitims, el va associar al govern i va adoptar als seu fills.
Va morir a una data no coneguda, vers el 1415, abans que son germà. L'herencia va passar al fill Carles II Tocco, fill adoptiu de Carles I, quan aquest va morir el 1429.